# 瑕螳属
瑕螳属（学名：Spilomantis）是宽膝螳科的一属。

## 下属物种
本属包括以下物种：
- 黑足瑕螳 Spilomantis nigripes Werner, 1926
- Spilomantis occipitalis (Westwood, 1889)